# Decathlon AG2R La Mondiale Team
Decathlon AG2R La Mondiale Team (código UCI: DAT) es un equipo ciclista francés de categoría UCI WorldTeam que participa en el UCI WorldTour, así como en algunas carreras del Circuito Continental.

## Historia del equipo

### Chazal y Petit Casino
En 1992 Vincent Lavenu, recién retirado del ciclismo profesional, creó un equipo ciclista con Chazal (que ya le había patrocinado como ciclista en sus últimos años) como patrocinador principal. La empresa permaneció ligada al equipo hasta 1995.
En 1996 el patrocinador principal pasó ser la cadena de cafeterías Petit Casino. La formación, un modesto equipo de la Segunda División del ciclismo, buscaba conectar con el público para lograr a algún patrocinador, y tenía la expresión Petit Casino-c’est votre equipe (Petit Casino-es tu equipo), en línea con esa filosofía.

### Casino
En 1997 el equipo pasó a llamarse Casino, con la entrada de la cadena de supermercados Grupo Casino (propietaria del patrocinador anterior, Petit Casino). La llegada de la casa matriz tuvo una gran influencia en el devenir de la escuadra, puesto que supuso un incremento sustancial del presupuesto. Así, el equipo pudo empezar a correr en algunas de las principales carreras ciclistas de la temporada.

#### 1997
En 1997 llegó Alberto Elli, quien ganó la Midi Libre. El equipo debutó ese año en el Tour de Francia.

#### 1998
En 1998 Bo Hamburger ganó la Flecha Valona, la segunda de las tres clásicas que componen la trilogía de las Ardenas. Poco después Jaan Kirsipuu ganó dos etapas en el Giro de Italia. En la Vuelta a España Kirsipuu logró otra victoria de etapa.

#### 1999
En 1999 Alexander Vinokourov ganó la Dauphiné Libéré.

### Ag2r
En 2000 el Grupo Ag2r, un grupo francés dedicado a los seguros y los fondos de pensiones que había copatrocinado a la escuadra las tres últimas temporadas, se convirtió en el patrocinador principal de la formación, por lo que el equipo pasó a llamarse Ag2r-Prévoyance.

#### 2006
En 2006 llegó al equipo Francisco Mancebo, cuarto en el Tour de Francia del año anterior con el Illes Balears-Caisse d'Epargne, como nuevo jefe de filas de cara a la Grande Boucle. Sin embargo, el descubrimiento de la Operación Puerto y el hecho de que la Guardia Civil hubiera identificado a Mancebo como uno de los clientes de la red de dopaje dirigida por el doctor Eufemiano Fuentes motivó que Mancebo fuera apartado del equipo un día antes del inicio de la ronda gala, al igual que otros favoritos como Jan Ullrich (T-Mobile) e Ivan Basso (CSC).
Ya en términos deportivos destacar el 6.º puesto en la general del Tour de Francia y su 2.º puesto de etapa en Pau de Cyril Dessel. Tras esa etapa se vistió con el maillot amarillo y también logró el de la montaña. Acabaría perdiendo ambos. Otra gran clasificación fue la de su compañero y en teoría jefe de filas Christophe Moreau que fue 7.º.
Sylvain Calzati ganaría la 8.ª etapa del Tour de Francia con llegada en Lorient.

#### 2007
En la temporada 2007 lograron un total de 17 victorias, destacando sobre todo las 2 etapas y la general de la Dauphiné Libéré de Christophe Moreau, y la etapa en la París-Niza de Jean-Patrick Nazon. El resto de victorias fueron de menor nivel, casi todas en carreras del calendario francés. Destacan la general del Tour Down Under de Martin Elmiger, la victoria en el G. P. Miguel Induráin de Rinaldo Nocentini, la victoria de etapa en la Ruta del Sur de Jean-Patrick Nazon o la victoria de etapa en el Tour del Mediterráneo de Rinaldo Nocentini.

#### 2008
En 2008 consiguió un total de 12 victorias, destacando sobre todas ellas la victoria de etapa en el Tour de Francia de Cyril Dessel, además de la victoria de etapa en la Volta a Cataluña y en la Dauphiné Libéré, también de Cyril Dessel. Otras victorias a destacar son la victoria en el Gran Premio de Lugano de Rinaldo Nocentini, la victoria de etapa en los Cuatro días de Dunkerque de Cyril Dessel o la etapa del Tour de l´Ain de John Gadret. Además logró 1 Campeonato Nacional en Contrarreloj (Estonia) y otro en ruta (Moldavia).
El equipo tuvo una buena participación en el Tour de Francia, con dos ciclistas clasificados entre los diez primeros de la general: Tadej Valjavec (9.º) y Vladimir Efimkin (10.º), después de que la descalificación del en principio tercer clasificado Bernhard Kohl (Gerolsteiner) por dopaje hiciera que ambos adelantaran un puesto en la clasificación final. Además, el positivo de Riccardo Riccò (Saunier Duval-Scott), también por CERA, hizo que Efimkin fuera el ganador de la 9.ª etapa con final en Bagnères-de-Bigorre, en la que en un primer momento había sido segundo.

#### 2009

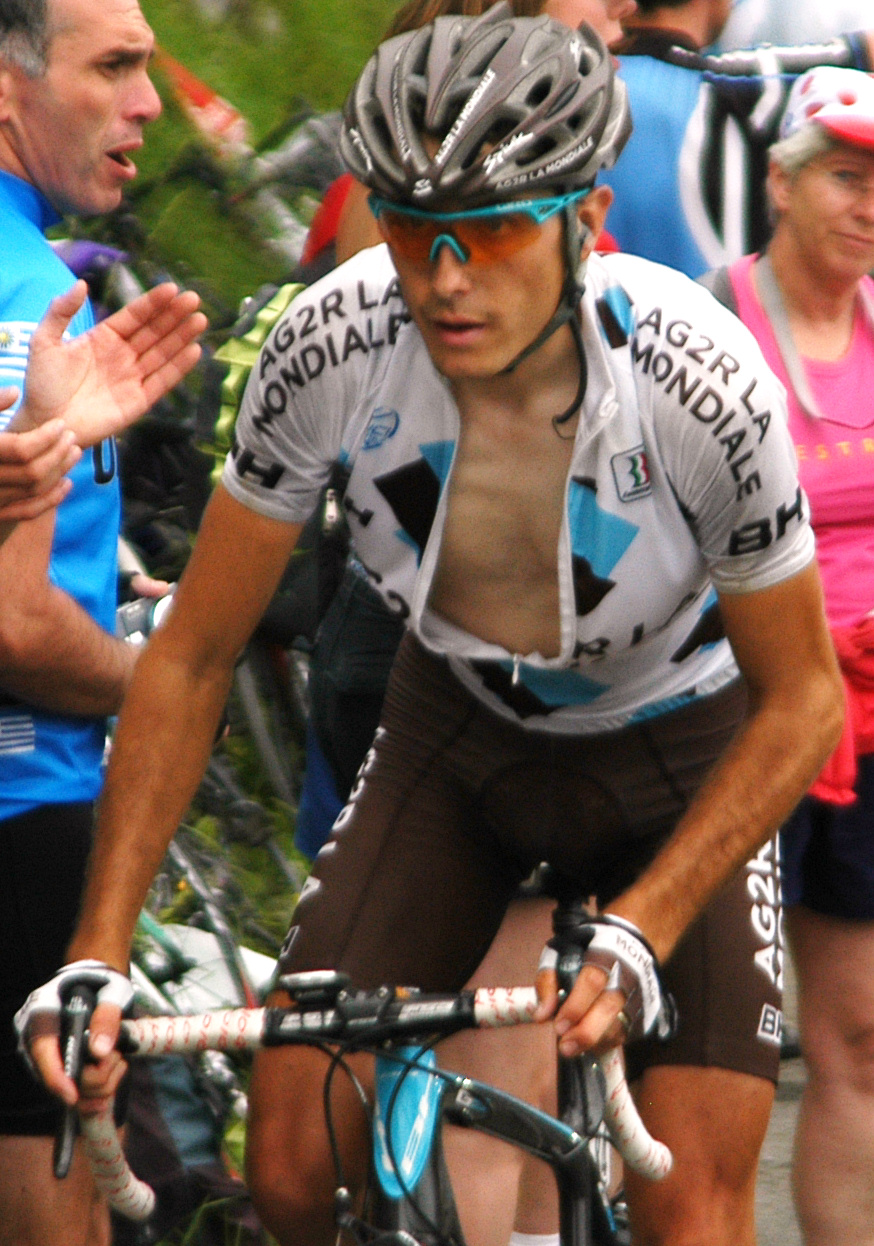
Dupont en el Tour, con la nueva equipación.

El diseño de la equipación cambió notablemente respecto a años anteriores: el maillot pasó a ser blanco con detalles azul celeste y negro, mientras que el culote sería negro.
Tadej Valjavec finalizó 9.º en la clasificación general del Giro de Italia.
En el Tour de Francia el veterano Rinaldo Nocentini lució el maillot amarillo durante ocho días, al hacerse con el liderato gracias a su incursión en la escapada buena en la primera etapa pirenaica, con final en Ordino Arcalis. Nocentini, que participaba por primera vez en la ronda gala, aguantó el maillot amarillo hasta la 15.ª etapa con final en Verbier (primera etapa alpina), en la que cedió el liderato ante Alberto Contador, ganador final de la carrera. Nocentini fue el mejor clasificado en la general final al finalizar 14.º, después de que el teórico jefe de filas, el ruso Vladimir Efimkin, tuviera que abandonar por una caída cuando se encontraba en una buena situación clasificatoria. Uno de los ciclistas destacados del equipo fue el campeón irlandés Nicolas Roche, quien participó en varias fugas, aunque no pudo lograr ninguna victoria de etapa.
El equipo tuvo una discreta actuación en la Vuelta a España, en la que Valjavec fue 30.º en la general y el mejor puesto en una etapa lo logró Sébastien Hinault al ser quinto en el sprint de la última etapa, con final en Madrid.
La formación cerró la temporada sin ninguna victoria importante, al no haber logrado ningún triunfo en el UCI World Calendar.

#### 2010
Con 19 victorias en la temporada, como resultados más destacados mencionar la victoria de Christophe Riblon en la 14.ª etapa del Tour de Francia que finalizaba en Ax 3 Domaines y el 15.º puesto en la general del joven Nicolas Roche.
Previamente, en el Giro de Italia, John Gadret fue el mejor del equipo finalizando en la 13.ª posición y con un podio de etapa en la cronoescalada a Plan de Corones, donde fue tercero.
Otros triunfos del equipo llegaron por intermedio de Rinaldo Nocentini quien venció en el Tour del Mediterráneo, mientras que Martin Elmiger se coronó nuevamente como campeón en ruta de Suiza además de vencer en los Cuatro Dias de Dunkerque y en el Gran Premio de la Somme. Riblon, además de la etapa del Tour se hizo con la victoria en Les Boucles du Sud Ardèche. Blel Kadri se impuso en la 2.ª etapa de la Ruta del Sur y Maxime Bouet se impuso en la 3.ª etapa del Tour de l'Ain después de que Steve Morabito del BMC hiciera una maniobra irregular pese a ser el que cruzó primero la línea de meta y ser descalificado por los jueces.
En la Vuelta a España no hubo triunfos pero nuevamente Roche finalizó en una más que meritoria 7.ª plaza.

#### 2011
En 2011 John Gadret fue el protagonista del equipo en el Giro de Italia finalizando en la tercera posición. Gadret ganó la etapa que finalizó en Castelfidardo, fue tercero en el Grossglockner y cuarto en Macugnaga. En carrera terminó el Giro en la cuarta posición, por detrás de Alberto Contador, Michele Scarponi y Vincenzo Nibali. Meses después, cuando Contador fue sancionado, fue ascendido a la tercera posición de la corsa rosa. Otro destacado en el equipo fue Jean-Christophe Péraud que estuvo entre los diez primeros en varias carreras; 6.º en la París-Niza, 7.º en el Critérium del Dauphiné, 9.º en el Tour de Francia y 7.º en el estrenado Tour de Pekín.
Igualmente, las victorias del equipo durante la temporada fueron pocas. Solo 6 triunfos en el año, 2 de ellos en el UCI WorldTour. Además de la etapa en el Giro de Gadret, sólo Nicolas Roche ganó una etapa del Tour de Pekín. En el Circuito Continental Europeo, Anthony Ravard se quedó con la Châteauroux Classic de l'Indre, una etapa del Tour de Poitou Charentes y la Estrella de Bessèges, donde Lloyd Mondory también ganó una etapa.

#### 2012
En 2012 se hizo con los servicios del ganador del Tour del Porvenir 2011, Romain Bardet, de Sylvain Georges y el experiente Jimmy Casper. La baja puntuación en el UCI Worldtour 2011, hizo que el equipo debiera buscar los puntos de corredores que se hubieran destacado en los Circuitos Continentales, para asegurarse un lugar como equipo UCI ProTeam. Fue así que contrató al iraní Amir Zargari, al ruso Boris Shpilevsky y al esloveno Gregor Gazvoda. Se debió esperar hasta mayo para lograr la primera victoria de la temporada, cuando el debutante en el equipo Sylvain Georges, ganó la 6.ª etapa del Tour de California. El mismo día Sébastien Hinault se quedó con la 3.ª etapa del Circuito de Lorena. Pocos días después Hinault ganó también la Boucles de l'Aulne y Manuel Belletti la 4.ª etapa de la Ruta del Sur.
En las grandes vueltas, John Gadret fue 11.º en el Giro de Italia y Nicolas Roche fue el mejor del equipo en el Tour y la Vuelta, en ambas 12.º.
En el UCI WorldTour 2012 terminó nuevamente penúltimo, superando sólo al otro equipo francés, el FDJ-BigMat. Rinaldo Nocentini fue el mejor en la individual en la 30.ª posición.

#### 2013
De cara a 2013 hubo una importante reestructura de la plantilla. Once nuevos corredores llegaron al equipo, destacándose Domenico Pozzovivo, Samuel Dumoulin, Gediminas Bagdonas, Davide Appollonio y Carlos Betancur. La principal baja fue la de Nicolas Roche que se marchó al Saxo-Tinkoff. Pozzovivo y Betancur serían la apuesta del equipo para Giro y Vuelta, mientras que Gadret y Peraud para el Tour.
Peraud tuvo una destacada actuación en la París-Niza, finalizando 3.º y Betancur sobresalió durante la primavera logrando buenas posiciones durante la preparación para el Giro; séptimo en País Vasco, tercero en la Flecha Valona y cuarto en Lieja, hicieron crecer la posibilidad de que podía pelear por la clasificación de los jóvenes de la corsa rosa. Las previsiones se hicieron realidad y el colombiano con una excelente actuación en la montaña logró el objetivo, mejor joven y 5.º en la clasificación general. No ganó etapas pero estuvo cerca; fue tres veces segundo y una vez tercero. Por su parte Pozzovivo finalizó décimo, logrando así el equipo colocar a dos hombres entre los 10 mejores.
En el Tour de Francia, quien era el líder de la formación Jean-Christophe Péraud, abandonó tras una caída durante la contrarreloj de la 17.ª etapa cuando se encontraba 9.º en la general. Al día siguiente el equipo tuvo revancha con la victoria en la 18.ª etapa de Christophe Riblon, y nada menos que en el Alpe d'Huez. En la clasificación por equipos finalizaron 2.º, por detrás del Saxo-Tinkoff y Romain Bardet fue el mejor en la posición 15.ª.
En la Vuelta a España, Carlos Betancur fue una sombra de lo que fue en el Giro y rápidamente quedó muy lejos de la pelea. Por su parte Domenico Pozzovivo fue tercero en el Monte da Groba y la misma posición en la contrarreloj que incluía en la primera parte, la subida al Moncayo. El italiano culminó la carrera en una meritoria 6.ª posición.
Mientras Christophe Riblon se hizo con otro triunfo en el UCI WorldTour (una etapa del Tour de Polonia), otras carreras en que el equipo ganó fueron el Tour de l'Ain, Roma Maxima y el Gran Premio de Plumelec-Morbihan, con Romain Bardet, Blel Kadri y Samuel Dumoulin respectivamente.

## Corredor mejor clasificado en las Grandes Vueltas
| Año  | Giro de Italia              | Tour de Francia            | Vuelta a España             |
| ---- | --------------------------- | -------------------------- | --------------------------- |
| 1992 | -                           | -                          | -                           |
| 1993 | -                           | 37.º Éric Caritoux         | -                           |
| 1994 | -                           | 22.º Éric Caritoux         | -                           |
| 1995 | -                           | 34.º Jean-François Bernard | 85.º Pascal Chanteur        |
| 1996 | -                           | -                          | 21.º Pascal Chanteur        |
| 1997 | -                           | 26.º Pascal Chanteur       | 12.º Philippe Bordenave     |
| 1998 | 26.º Fabrice Gougot         | 15.º Bo Hamburger          | 18.º Fabrice Gougot         |
| 1999 | -                           | 16.º Benoît Salmon         | -                           |
| 2000 | -                           | 32.º Andrei Kivilev        | -                           |
| 2001 | -                           | 17.º Aleksandr Bocharov    | -                           |
| 2002 | -                           | 30.º Aleksandr Bocharov    | 61.º Aleksandr Bocharov     |
| 2003 | -                           | 24.º Aleksandr Bocharov    | -                           |
| 2004 | -                           | 20.º Stéphane Goubert      | 55.º Íñigo Chaurreau        |
| 2005 | -                           | 27.º Mikel Astarloza       | -                           |
| 2006 | 32.º Hubert Dupont          | 6.º Cyril Dessel           | 26.º Íñigo Chaurreau        |
| 2007 | 25.º Hubert Dupont          | 26.º Stéphane Goubert      | 13.º Stéphane Goubert       |
| 2008 | 13.º Tadej Valjavec         | 9.º Tadej Valjavec         | 18.º John Gadret            |
| 2009 | 33.º Aleksandr Yefimkin     | 12.º Rinaldo Nocentini     | 30.º Tadej Valjavec         |
| 2010 | 13.º John Gadret            | 13.º Nicolas Roche         | 6.º Nicolas Roche           |
| 2011 | 3.º John Gadret             | 9.º Jean-Christophe Péraud | 16.º Nicolas Roche          |
| 2012 | 11.º John Gadret            | 12.º Nicolas Roche         | 12.º Nicolas Roche          |
| 2013 | 5.º Carlos Betancur         | 15.º Romain Bardet         | 6.º Domenico Pozzovivo      |
| 2014 | 5.º Domenico Pozzovivo      | 2.º Jean-Christophe Péraud | 54.º Hubert Dupont          |
| 2015 | 20.º Carlos Betancur        | 9.º Romain Bardet          | 11.º Domenico Pozzovivo     |
| 2016 | 11.º Hubert Dupont          | 2.º Romain Bardet          | 13.º Jean-Christophe Péraud |
| 2017 | 6.º Domenico Pozzovivo      | 3.º Romain Bardet          | 17.º Romain Bardet          |
| 2018 | 11.º Alexandre Geniez       | 6.º Romain Bardet          | 11.º Tony Gallopin          |
| 2019 | 29.º Alexis Vuillermoz      | 15.º Romain Bardet         | 24.º François Bidard        |
| 2020 | 16.º Aurélien Paret-Peintre | 26.º Mikaël Cherel         | 31.º Clément Champoussin    |
| 2021 | 40.º Lawrence Warbasse      | 4.º Ben O'Connor           | 14.º Geoffrey Bouchard      |
| 2022 | 23.º Mikaël Cherel          | 12.º Bob Jungels           | 8.º Ben O'Connor            |
| 2023 | 15.º Aurélien Paret-Peintre | 8.º Felix Gall             | 27.º Nicolas Prodhomme      |
| 2024 | 4.º Ben O'Connor            | 14.º Felix Gall            | 2.º Ben O'Connor            |
| 2025 | 15.º Nicolas Prodhomme      | 5.º Felix Gall             | Bandera de ?                |

## Material ciclista

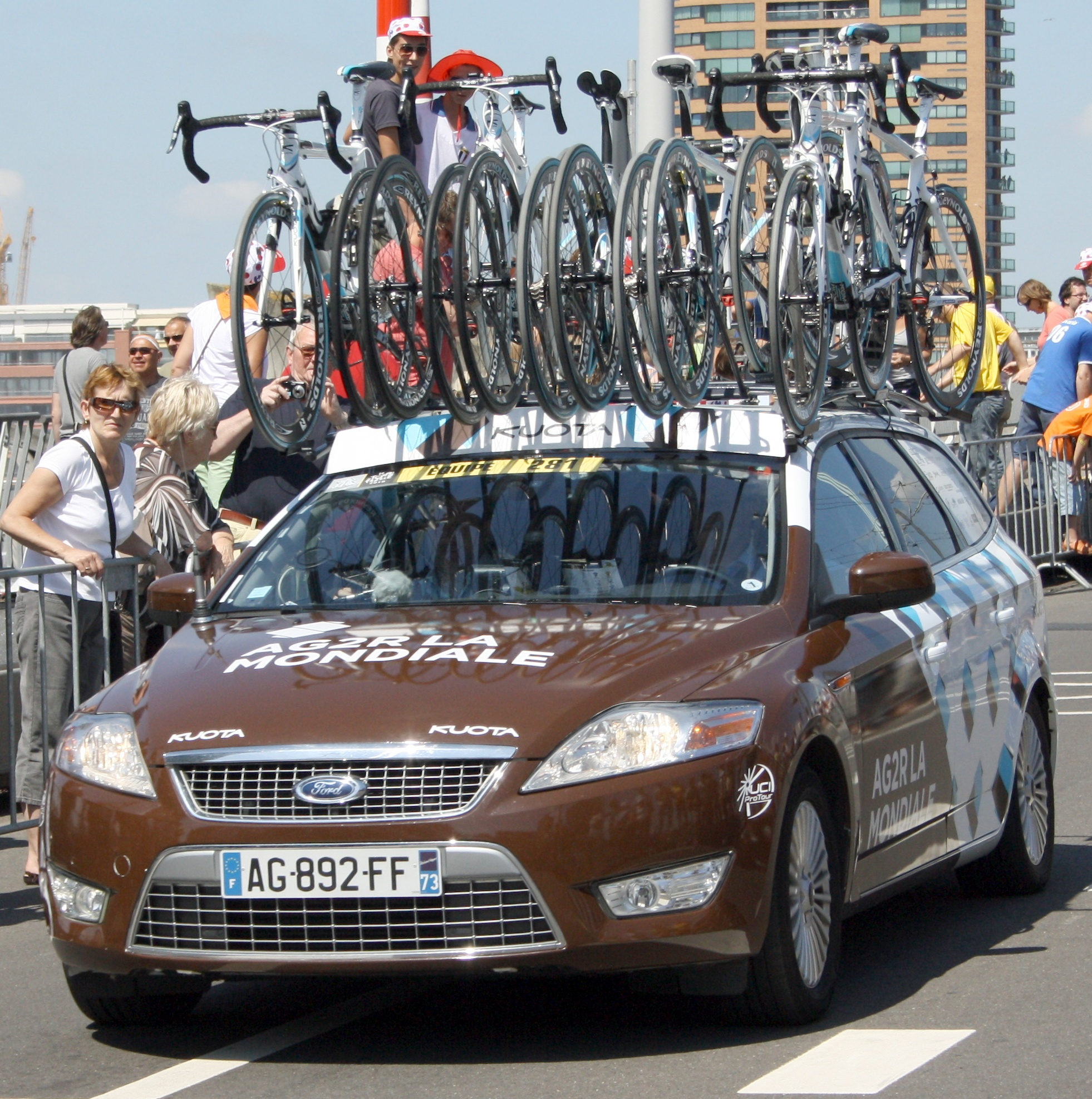
Coche del equipo.

Estos son los proveedores del material ciclista utilizado por el equipo:
- Bicicletas: Van Rysel
- Componentes: Shimano
- Ruedas: Mavic
- Neumáticos: Michelin
- Pedalier: FSA
- Pedales: Time
- Manillares: FSA
- Equipación: Decathlon
- Sillines: Pro Choice
- Cascos: Ekoi
- Utillaje: Elite

## Equipación
| AG2R La Mondiale (2010-13) | AG2R La Mondiale (2014-15) | AG2R La Mondiale (2016-17) | AG2R La Mondiale (2018-20) | AG2R Citroën Team (2021-23) |

## Clasificaciones UCI
La Unión Ciclista Internacional elaboraba el Ranking UCI de clasificación de los ciclistas y equipos profesionales.
Hasta el año 1998, la clasificación del equipo y de su ciclista más destacado fue la siguiente:
| Año  | Clasificación por equipos | Mejor corredor   | Posición |
| 1995 | 29.º                      | Artūras Kasputis | 159.º    |
| 1996 | 26.º                      | Pascal Chanteur  | 87.º     |
| 1997 | 12.º                      | Alberto Elli     | 25.º     |
| 1998 | 2.º                       | Alberto Elli     | 19.º     |

A partir de 1999 y hasta 2004 la UCI estableció una clasificación por equipos divididos en tres categorías (primera, segunda y tercera). La clasificación del equipo fue la siguiente:
| Año  | Categoría | Clasificación por equipos | Mejor corredor   | Posición |
| 1999 | Primera   | 12.º                      | Jaan Kirsipuu    | 11.º     |
| 2000 | Primera   | 22.º                      | Jaan Kirsipuu    | 48.º     |
| 2001 | Segunda   | 2.º                       | Jaan Kirsipuu    | 14.º     |
| 2002 | Primera   | 26.º                      | Jaan Kirsipuu    | 47.º     |
| 2003 | Primera   | 15.º                      | Laurent Brochard | 24.º     |
| 2004 | Primera   | 21.º                      | Laurent Brochard | 41.º     |

En 2005 la UCI instauró el circuito profesional de máxima categoría, el UCI ProTour y los Circuitos Continentales UCI. Ese año el equipo descendió a la segunda categoría y fue registrado dentro del UCI Europe Tour, puntuando en las clasificaciones del UCI Europe Tour Ranking, UCI Asia Tour Ranking y UCI Oceania Tour Ranking. Las clasificaciones del equipo fueron las siguientes:
| Año                 | Clasificación por equipos | Mejor corredor | Posición |
| 2005 (Europe Tour)  | 2.º                       | Tomas Vaitkus  | 15.º     |
| 2005 (Asia Tour)    | 29.º                      | Alexandre Usov | 111.º    |
| 2005 (Oceania Tour) | 4.º                       | Simon Gerrans  | 9.º      |

A partir de 2006, el equipo ha estado en la máxima categoría, el UCI ProTour. Las clasificaciones del equipo son las siguientes:
| Año  | Clasificación por equipos | Mejor corredor    | Posición |
| 2006 | 15.º                      | Christophe Moreau | 13.º     |
| 2007 | 4.º                       | Christophe Moreau | 18.º     |
| 2008 | 13.º                      | Cyril Dessel      | 48.º     |

Tras discrepancias entre la UCI y las Grandes Vueltas, en 2009 se tuvo que refundar el UCI ProTour en una nueva estructura llamada UCI World Ranking, formada por carreras del UCI World Calendar; y a partir del año 2011 uniéndose en la denominación común del UCI WorldTour. El equipo siguió siendo de categoría UCI ProTour.
| Año  | Clasificación por equipos | Mejor corredor         | Posición |
| 2009 | 17.º                      | Martin Elmiger         | 68.º     |
| 2010 | 18.º                      | Nicolas Roche          | 32.º     |
| 2011 | 15.º                      | Jean-Christophe Péraud | 25.º     |
| 2012 | 17.º                      | Rinaldo Nocentini      | 30.º     |
| 2013 | 12.º                      | Carlos Betancur        | 14.º     |
| 2014 | 7.º                       | Jean-Christophe Péraud | 10.º     |
| 2015 | 11.º                      | Domenico Pozzovivo     | 18.º     |
| 2016 | 13.º                      | Romain Bardet          | 8.º      |
| 2017 | 9.º                       | Romain Bardet          | 19.º     |
| 2018 | 11.º                      | Romain Bardet          | 14.º     |
| 2019 | 14.º                      | Oliver Naesen          | 14.º     |
| 2020 | 15.º                      | Benoît Cosnefroy       | 30.º     |
| 2021 | 8.º                       | Ben O'Connor           | 40.º     |
| 2022 | 15.º                      | Benoît Cosnefroy       | 18.º     |
| 2023 | 17.º                      | Felix Gall             | 33.º     |

## Palmarés
Para años anteriores, véase Palmarés del Decathlon AG2R La Mondiale Team

### Palmarés 2025

#### UCI WorldTour
| Fechas      | Carreras                          | Ganador           |
| 12 de marzo | 3.ª etapa de la Tirreno-Adriático | Andrea Vendrame   |
| 30 de mayo  | 19.ª etapa del Giro de Italia     | Nicolas Prodhomme |
| 5 de agosto | 2.ª etapa del Tour de Polonia     | Paul Lapeira      |

#### UCI ProSeries
| Fechas      | Carreras                                  | Ganador           |
| 25 de abril | 5.ª etapa del Tour de los Alpes           | Nicolas Prodhomme |
| 10 de mayo  | Gran Premio de Morbihan                   | Benoît Cosnefroy  |
| 11 de mayo  | Tro Bro Leon                              | Bastien Tronchon  |
| 16 de mayo  | 3.ª etapa de los Cuatro Días de Dunkerque | Pierre Gautherat  |
| 7 de agosto | 3.ª etapa de la Vuelta a Burgos           | Léo Bisiaux       |

#### Circuitos Continentales UCI
| Fechas        | Circuito             | Carreras                                                | Ganador           |
| 14 de febrero | UCI Europe Tour 2025 | 1.ª etapa del Tour La Provence                          | Sam Bennett       |
| 16 de febrero | UCI Europe Tour 2025 | 3.ª etapa del Tour La Provence                          | Sam Bennett       |
| 23 de febrero | UCI Europe Tour 2025 | 2.ª etapa del Tour de los Alpes Marítimos               | Dorian Godon      |
| 8 de abril    | UCI Europe Tour 2025 | 1.ª etapa del Tour de la Región de los Países del Loira | Sam Bennett       |
| 10 de abril   | UCI Europe Tour 2025 | 3.ª etapa del Tour de la Región de los Países del Loira | Sam Bennett       |
| 9 de mayo     | UCI Europe Tour 2025 | Tour de Finisterre                                      | Aubin Sparfel     |
| 11 de mayo    | UCI Europe Tour 2025 | Radsportfest Märwil                                     | Stefan Bissegger  |
| 20 de junio   | UCI Europe Tour 2025 | 3.ª etapa de la Ruta de Occitania                       | Nicolas Prodhomme |
| 21 de junio   | UCI Europe Tour 2025 | Ruta de Occitania                                       | Nicolas Prodhomme |
| 7 de agosto   | UCI Europe Tour 2025 | 2.ª etapa del Tour de l'Ain                             | Nicolas Prodhomme |
| 17 de agosto  | UCI Europe Tour 2025 | Polynormande                                            | Nicolas Prodhomme |

#### Campeonatos nacionales
| Fechas      | Carreras                                 | Ganador        |
| 26 de junio | Campeonato de Francia Contrarreloj (CRI) | Bruno Armirail |
| 29 de junio | Campeonato de Francia en Ruta            | Dorian Godon   |

## Plantilla
Para años anteriores, véase Plantillas del Decathlon AG2R La Mondiale Team

### Plantilla 2025
| Nombre                  | Nacimiento | Nacionalidad | Equipo 2024                                  |
| Bruno Armirail          | 11/04/1994 | Francia      | Decathlon AG2R La Mondiale Team              |
| Sam Bennett             | 16/10/1990 | Irlanda      | Decathlon AG2R La Mondiale Team              |
| Clément Berthet         | 02/08/1997 | Francia      | Decathlon AG2R La Mondiale Team              |
| Léo Bisiaux             | 14/02/2005 | Francia      | Decathlton AG2R La Mondiale Development Team |
| Stefan Bissegger        | 13/09/1998 | Suiza        | EF Education-EasyPost                        |
| Geoffrey Bouchard       | 01/04/1992 | Francia      | Decathlon AG2R La Mondiale Team              |
| Oscar Chamberlain       | 15/01/2005 | Australia    | Decathlton AG2R La Mondiale Development Team |
| Benoît Cosnefroy        | 17/10/1995 | Francia      | Decathlon AG2R La Mondiale Team              |
| Dries De Bondt          | 04/07/1991 | Bélgica      | Decathlon AG2R La Mondiale Team              |
| Sander De Pestel        | 11/10/1998 | Bélgica      | Decathlon AG2R La Mondiale Team              |
| Stan Dewulf             | 20/12/1997 | Bélgica      | Decathlon AG2R La Mondiale Team              |
| Felix Gall              | 27/02/1998 | Austria      | Decathlon AG2R La Mondiale Team              |
| Pierre Gautherat        | 16/01/2003 | Francia      | Decathlon AG2R La Mondiale Team              |
| Dorian Godon            | 25/05/1996 | Francia      | Decathlon AG2R La Mondiale Team              |
| Tord Gudmestad          | 08/05/2001 | Noruega      | Uno-X Mobility                               |
| Noa Isidore             | 17/09/2004 | Francia      | Decathlton AG2R La Mondiale Development Team |
| Jordan Labrosse         | 15/09/2002 | Francia      | Decathlon AG2R La Mondiale Team              |
| Victor Lafay            | 17/01/1996 | Francia      | Decathlon AG2R La Mondiale Team              |
| Paul Lapeira            | 25/02/2000 | Francia      | Decathlon AG2R La Mondiale Team              |
| Oliver Naesen           | 16/09/1990 | Bélgica      | Decathlon AG2R La Mondiale Team              |
| Aurélien Paret-Peintre  | 27/02/1996 | Francia      | Decathlon AG2R La Mondiale Team              |
| Rasmus Søjberg Pedersen | 09/07/2002 | Dinamarca    | Decathlton AG2R La Mondiale Development Team |
| Nans Peters             | 12/03/1994 | Francia      | Decathlon AG2R La Mondiale Team              |
| Gianluca Pollefliet     | 28/01/2002 | Bélgica      | Decathlon AG2R La Mondiale Team              |
| Nicolas Prodhomme       | 01/02/1997 | Francia      | Decathlon AG2R La Mondiale Team              |
| Callum Scotson          | 10/08/1996 | Australia    | Team Jayco AlUla                             |
| Paul Seixas             | 24/09/2006 | Francia      | Neo (Decathlton AG2R La Mondiale U19 Team)   |
| Johannes Staune-Mittet  | 18/01/2002 | Noruega      | Team Visma \| Lease a Bike                   |
| Bastien Tronchon        | 29/03/2002 | Francia      | Decathlon AG2R La Mondiale Team              |
| Andrea Vendrame         | 20/07/1994 | Italia       | Decathlon AG2R La Mondiale Team              |